# Regeringen Anders Fogh Rasmussen II
Regeringen Anders Fogh Rasmussen II dannedes efter folketingsvalget 2005 og var Danmarks regering fra 18. februar 2005 til 23. november 2007.
Følgende ministre fra partierne Venstre (V) og Det Konservative Folkeparti (K) var medlemmer af regeringen:
| Ressortområde                                       | Minister | Minister                | Tiltrådt posten    | Forlod posten      | Parti                       |
| --------------------------------------------------- | -------- | ----------------------- | ------------------ | ------------------ | --------------------------- |
| Statsminister                                       |          | Anders Fogh Rasmussen   | 18. februar 2005   | 23. november 2007  | Venstre                     |
| Økonomi- og erhvervsminister                        |          | Bendt Bendtsen          | 18. februar 2005   | 23. november 2007  | Det Konservative Folkeparti |
| Udenrigsminister                                    |          | Per Stig Møller         | 18. februar 2005   | 23. november 2007  | Det Konservative Folkeparti |
| Finansminister                                      |          | Thor Pedersen           | 18. februar 2005   | 23. november 2007  | Venstre                     |
| Beskæftigelsesminister                              |          | Claus Hjort Frederiksen | 18. februar 2005   | 23. november 2007  | Venstre                     |
| Justitsminister                                     |          | Lene Espersen           | 18. februar 2005   | 23. november 2007  | Det Konservative Folkeparti |
| Kulturminister                                      |          | Brian Mikkelsen         | 18. februar 2005   | 23. november 2007  | Det Konservative Folkeparti |
| Undervisningsminister og kirkeminister              |          | Bertel Haarder          | 18. februar 2005   | 23. november 2007  | Venstre                     |
| Transport- og energiminister                        |          | Flemming Hansen         | 18. februar 2005   | 12. september 2007 | Det Konservative Folkeparti |
| Transport- og energiminister                        |          | Jakob Axel Nielsen      | 12. september 2007 | 23. november 2007  | Det Konservative Folkeparti |
| Minister for videnskab, teknologi og udvikling      |          | Helge Sander            | 18. februar 2005   | 23. november 2007  | Venstre                     |
| Fødevareminister                                    |          | Hans Christian Schmidt  | 18. februar 2005   | 12. september 2007 | Venstre                     |
| Fødevareminister                                    |          | Eva Kjer Hansen         | 12. september 2007 | 23. november 2007  | Venstre                     |
| Indenrigsminister og sundhedsminister               |          | Lars Løkke Rasmussen    | 18. februar 2005   | 23. november 2007  | Venstre                     |
| Minister for udviklingsbistand                      |          | Ulla Tørnæs             | 18. februar 2005   | 23. november 2007  | Venstre                     |
| Forsvarsminister                                    |          | Søren Gade              | 18. februar 2005   | 23. november 2007  | Venstre                     |
| Socialminister og minister for ligestilling         |          | Eva Kjer Hansen         | 18. februar 2005   | 12. september 2007 | Venstre                     |
| Socialminister og minister for ligestilling         |          | Karen Jespersen         | 12. september 2007 | 23. november 2007  | Venstre                     |
| Miljøminister og minister for nordisk samarbejde    |          | Connie Hedegaard        | 18. februar 2005   | 23. november 2007  | Det Konservative Folkeparti |
| Skatteminister                                      |          | Kristian Jensen         | 18. februar 2005   | 23. november 2007  | Venstre                     |
| Minister for flygtninge, indvandrere og integration |          | Rikke Hvilshøj          | 18. februar 2005   | 23. november 2007  | Venstre                     |
| Minister for familie- og forbrugeranliggender       |          | Lars Barfoed            | 18. februar 2005   | 15. december 2006  | Det Konservative Folkeparti |
| Minister for familie- og forbrugeranliggender       |          | Carina Christensen      | 15. december 2006  | 23. november 2007  | Det Konservative Folkeparti |